# Cochranella erminea
Espèce
Synonymes
- Rulyrana erminea (Torres-Gastello, Suárez-Segovia & Cisneros-Heredia, 2007)

Statut de conservation UICN

 LC  : Préoccupation mineure
Cochranella erminea est une espèce d'amphibiens de la famille des Centrolenidae.

## Répartition
Cette espèce est endémique du Pérou. Elle se rencontre dans les régions de Junín et de Cuzco dans le bassin du río Tambo entre 349 et 923 m d'altitude.

## Description
Le femelle holotype mesure 23,6 mm.

## Publication originale
- Torres-Gastello, Suárez-Segovia & Cisneros-Heredia, 2007 : Cochranella erminea, a new species of Centrolenidae (Amphibia: Anura: Athesphatanura) from Amazonian Peru. Journal of the National Museum in Prague. Natural History Series/ Casopis Národního muzea v Praze. Rada prírodovedná, vol. 176, p. 1-12 (texte intégral).